# Трансмембранний білок 109
Трансмембранний білок 109, також мітсугумін-23 (англ. Transmembrane protein 109, mitsugumin-23) – білок, який кодується геном TMEM109, розташованим у людей на короткому плечі 11-ї хромосоми.  Довжина поліпептидного ланцюга білка становить 243 амінокислот, а молекулярна маса — 26 210. Цей білок утворює катіонний іонний канал у мембрані ендоплазматичного ретикулуму, збираючись по 6 однакових субодиниць.
| 10         |  | 20         |  | 30         |  | 40         |  | 50         |
| ---------- |  | ---------- |  | ---------- |  | ---------- |  | ---------- |
| MAASSISSPW |  | GKHVFKAILM |  | VLVALILLHS |  | ALAQSRRDFA |  | PPGQQKREAP |
| VDVLTQIGRS |  | VRGTLDAWIG |  | PETMHLVSES |  | SSQVLWAISS |  | AISVAFFALS |
| GIAAQLLNAL |  | GLAGDYLAQG |  | LKLSPGQVQT |  | FLLWGAGALV |  | VYWLLSLLLG |
| LVLALLGRIL |  | WGLKLVIFLA |  | GFVALMRSVP |  | DPSTRALLLL |  | ALLILYALLS |
| RLTGSRASGA |  | QLEAKVRGLE |  | RQVEELRWRQ |  | RRAAKGARSV |  | EEE        |

A: Аланін

D: Аспарагінова кислота

E: Глутамінова кислота

F: Фенілаланін

G: Гліцин

H: Гістидин

I: Ізолейцин

K: Лізин

L: Лейцин

M: Метіонін

N: Аспарагін

P: Пролін

Q: Глутамін

R: Аргінін

S: Серин

T: Треонін

V: Валін

W: Триптофан

Цей білок за функціями належить до іонних каналів, потенціалзалежних каналів. 
Задіяний у таких біологічних процесах як транспорт іонів, транспорт. 
Локалізований у ядрі, мембрані, ендоплазматичному ретикулумі, саркоплазматичному ретикулумі.